# Thurnby
Thurnby è un paese della contea del Leicestershire, in Inghilterra.